# La Calandria
La Calandria är en ort i Mexiko.   Den ligger i kommunen San Lorenzo Texmelúcan och delstaten Oaxaca, i den sydöstra delen av landet, 400 km sydost om huvudstaden Mexico City. La Calandria ligger 1 272 meter över havet och antalet invånare är 169.
Terrängen runt La Calandria är kuperad västerut, men österut är den bergig. Runt La Calandria är det glesbefolkat, med 15 invånare per kvadratkilometer. Närmaste större samhälle är El Arador, 2,6 km öster om La Calandria. I omgivningarna runt La Calandria växer i huvudsak städsegrön lövskog.